# إرالدو بيتشي
إرالدو بيتشي (بالإيطالية: Eraldo Pecci)‏ (مواليد 12 أبريل 1955) هو لاعب كرة قدم. يلعب مع منتخب إيطاليا لكرة القدم. سبق له أن لعب في كأس العالم لكرة القدم مع منتخب بلاده.

## روابط خارجية
- إرالدو بيتشي على موقع الاتحاد الدولي (مؤرشف)  (الإنجليزية)
- إرالدو بيتشي على موقع قاعدة بيانات كرة القدم.إي يو (الإنجليزية)
- إرالدو بيتشي على موقع ناشيونال فوتبول تيمز (الإنجليزية)
- إرالدو بيتشي على موقع عالم كرة القدم.نت (الإنجليزية)